# コザ暴動
コザ暴動（コザぼうどう、英語: Koza Riot）は、1970年（昭和45年）12月20日未明、アメリカ施政権下の沖縄のコザ市（現在の沖縄県沖縄市）で発生したアメリカ軍車両および施設に対する焼き討ち事件である。直接の契機はアメリカ軍人が沖縄人をひいた交通事故だが、背景に米施政下での圧制、人権侵害に対する沖縄人の不満があった。
地元の沖縄では、「暴動」ではなく地元新聞2紙の記事ではコザ騒動（コザそうどう）、またコザ事件（コザじけん）、コザ騒乱（コザそうらん）と呼ぶこともある。

## 背景
コザ市はアメリカ軍嘉手納飛行場と陸軍のキャンプ・レスター（Camp Lesterまたはキャンプ桑江）を抱え、アメリカ軍人や軍属相手の飲食店、土産品店、質屋、洋服店が立ち並び、市民には基地への納入業者、基地建設に従事する土木建築労働者、基地で働く軍雇用員も多かった。事件当時はベトナム戦争の最中で、アジア太平洋最前線である沖縄を拠点に活動していたアメリカ軍人などの消費活動は激しく、市の経済の約80パーセントは基地に依存し産業構造は第三次産業に著しく偏向、特にアメリカ軍向け飲食店であるAサインは「全琉のほぼ3割を占める286軒」が集中していた。しかし沖縄人の間にはアメリカ軍に対する不満が鬱積していた。その最たるものがアメリカ軍人・軍属による犯罪であり、アメリカ人男性による性的な被害を訴える女性もいた。
1968年12月には嘉手納飛行場B-52爆撃機炎上事故が発生し、以来B-52撤去運動が島ぐるみで展開されていた。

### アメリカ軍人・軍属の犯罪
アメリカ軍施政下の琉球で沖縄の人々は日本およびアメリカの憲法のどちらも適用されず、身分的にきわめて不安定な立場に置かれていた。
一方アメリカ軍人や軍属が犯した犯罪の捜査権・逮捕権・裁判権はアメリカ軍に委ねられており、加害者は非公開の軍法会議で陪審制による評決で裁かれたが、殺人・強盗・強姦などの凶悪犯罪であっても証拠不十分として無罪や微罪に処されたり、重罪が科されても加害者が米国へ転属して結果や詳細が不明となることも多く、沖縄人の被害者が被害を賠償されることはほとんどなかった。
琉球警察はアメリカ軍人や軍属の犯罪に捜査権を有さず、米民政府布令に定められた一定の犯罪でアメリカ軍憲兵（MP）が現場にいない場合のみ現行犯で逮捕できたが、加害者の身柄は速やかにMPに引き渡さなければならなかった。交通事故は現行犯逮捕可能な犯罪に含まれず、加害者が公務外の非番であってもMPが「外人事件報告引継書」にサインしない限り、琉球警察は事件として捜査や逮捕できなかった。アメリカ軍人や軍属による重大事件や不当判決のたびに琉球政府を筆頭に立法院、政党、各種団体などは強く抗議し、捜査権・逮捕権・裁判権の移管と被害賠償を強く求めたが改善されなかった。
事件当時の琉球はベトナム最前線の島であり、出撃・帰還・一時休暇の兵士で溢れ、明日の我が身を知れなかったり戦地で疲弊したアメリカ兵が基地外で酒、薬物、女に溺れた。沖縄のアメリカ軍人や軍属による犯罪は年間500件未満だったが1958年から増加し、ベトナム派兵が本格化した1965年から1967年に1000件を超え、その後は減少したものの暴動が発生した1970年は960件と急増、うち348件がコザ市で発生している（軍人・軍属家族らによる住民への犯罪行為は1966年から1969年の累計約四千六百件にのぼった）。内訳は凶悪犯143件、粗暴犯156件、器物毀棄罪212件で半数以上を占めたが、検挙者は436人、検挙率45.3パーセントで、同年の民間犯罪検挙率80パーセントを大幅に下回った。交通事故は年間1000件を超え、死傷者は422人であった。加害者が現行犯逮捕されずに基地内に逃げ込めば琉球警察は介入できず、MPも追跡捜査をせずに事件が迷宮入りする場合が多く、実際の不法行為は上記をはるかに上回る。
1952年12月以降、軍関係事件の損害賠償については外国人損害賠償法に基づき処理されてきたが、死亡事故の賠償金は平均で6,046ドル（当時のレートで216万円）で、請求額に対しては20％程度にすぎず、日本本土における一般的損害賠償事件の判決の例に比較して低い水準にあった。
多数の沖縄の人々は戦後25年以上憲法のない中で人権を侵害されても泣き寝入りを強いられ、日本国憲法下での保護を求め「即時・無条件・全面返還」（基地撤去）を掲げる復帰協の運動にもつながった。

### 復帰合意
1969年11月21日、佐藤栄作とリチャード・ニクソンによる「佐藤＝ニクソン共同声明」で日米両国は沖縄の「核抜き、本土並み、72年返還」に合意した。アメリカ軍基地を残したままでの頭越しの復帰合意に、前年に初めて公選で行政主席となった屋良朝苗や復帰協など革新系団体は強く反発した。これとは逆に、基地関連業者は基地撤去による廃業・失業を恐れ、以前から「即時復帰反対」を訴えていた。
共同声明の2週後の12月4日、アメリカ軍は折からのドル危機と沖縄返還を控えた経費削減のため沖縄人軍雇用員26000人のうち2400人の大量解雇を通告。これに対し、沖縄最大の労働組合であった全軍労は強力な解雇撤回闘争で対決するという方針を打ち出し「首を切るなら基地を返せ」というスローガンのもと、翌1970年1月から48時間・120時間と長時間のストライキをその後も繰り返し展開した。
これに対しアメリカ軍はストのたびに、アメリカ軍人・軍属・家族に、特別警戒警報「コンディション・グリーン（特定民間地域への立ち入り禁止）」、さらに「コンディション・グリーン・ワン（実質的な外出全面禁止）」を発令した。
このような処置は一般に「オフリミッツ」と呼ばれ、これはアメリカ軍人が民間地において不要のトラブルを避けることが表向きの理由だが、実質的にアメリカ軍相手の沖縄人業者の収入源を根絶し経済制裁を行うことにより基地周辺の経済を疲弊させ、アメリカ軍の意に沿わないデモ活動に無言の圧力をかける意図があった。

### 毒ガス漏洩
アメリカ軍はベトナム戦争用の兵器として、コザ市に隣接する美里村（現沖縄市）知花弾薬庫などに致死性の毒ガス（主要成分はイペリット・サリン・VXガス）を秘密裏に備蓄していた。しかし1969年7月8日ガス漏れ事故が発生、軍関係者24人が中毒症で病院に収容されたことが同月内に米ウォールストリート・ジャーナルの記事で明らかになった。アメリカ国外での毒ガス備蓄は沖縄のみで、周辺住民は事故の再発におびえ島ぐるみの撤去要求運動がおこった。

### 糸満轢殺事件
上記のようにアメリカ兵の不法行為について法的に保護されない中、沖縄人は事件発生のたびに団結し示威行動で処遇改善を要求するしかなかった。1970年9月18日夜、糸満町（現・糸満市）の糸満ロータリー付近で酒気帯び運転かつスピード違反のアメリカ兵が歩道に乗り上げ、沖縄人女性を轢殺する事故を起こした。地元の青年たちは事故直後から十分な現場検証と捜査を求め、現場保存のため1週間にわたってMPのレッカー車を包囲し事故車移動を阻止した。地元政治団体とともに事故対策協議会を発足させ、琉球警察を通じてアメリカ軍に対し司令官の謝罪・軍法会議の公開・遺族への完全賠償を要求した（この事件は糸満女性轢殺事件または糸満主婦轢殺事件ともいう）。

### 暴動発生の月
糸満轢殺事件で1970年12月7日の軍法会議は被害者への賠償は認めたものの、加害者は証拠不十分として無罪判決を下した。沖縄人の多くがこの判決に憤り、12月16日に糸満町で抗議県民大会が開かれた。暴動前日の12月19日に美里村の美里中学校グラウンドで「毒ガス即時完全撤去を要求する県民大会」（上記の糸満事件無罪判決に対する抗議も決議文に含む）が開かれ、約1万人が参加した。
また同年12月13日には那覇市の住宅にアメリカ兵が押し入り拳銃を突き付けて現金を奪う強盗事件、コザ市の宝石店にアメリカ兵がハンマーを持って押し入り金品を奪う強盗事件、与那城村でアメリカ兵がタクシー運転手の首を絞めて現金を奪う強盗事件が3件続発。モラルの低下したアメリカ兵により、半ば無法状態となっていた。

## 事件の勃発
1970年12月20日午前1時過ぎ、コザ市の中心街にある軍道24号線（現在の県道330号線）を横断しようとした沖縄人軍雇用員（酒気帯び）が、キャンプ桑江（CAMP LESTER）のアメリカ陸軍病院所属のアメリカ軍人（同じく酒気帯び）の運転する乗用車にはねられ、全治10日間ほどの軽傷を負う事故が発生した（第1の事故）現場には5台のMPカーと1台の琉球警察パトカーが出動、負傷者の病院搬送と現場検証、加害者の事情聴取を行った。その間、現場に隣接する中の町社交街から地元住民が集まり始めた。MPによる事故処理に対し「犯罪者である外人男を逃がすな」と不信・不満を口々に叫び騒然となったが、警察官の機転で加害者はコザ警察署（現沖縄警察署）に移送された。
事故現場に残っていた20-30人がMPに詰め寄るとMP側は空中に威嚇射撃を行ったが、これが火に油を注ぐ結果となり群衆はMPカーに放火、さらに近くにあった中之町派出所も襲撃し、投石で窓ガラスなどを破壊した。この時点で数百人規模になっていた群集は半ば暴徒と化し、公然と車道に出て、当時黄色のナンバープレートによって区別されていたアメリカ軍人・軍属の車両が走行してくると進路を妨害するなどしたため、MPおよび警察官は秩序維持のため応援部隊を要請。事故車両の移動が済んだ午前1時35分ころ、現場に女性を連れたアメリカ兵が通りかかり、群集は彼らを「外人男が日本の女に手を出すな」「あばずれ」「売女」と挑発的に煽った。MPは2人をMPカーに乗せ移動しようとしたが、群衆はMPカーを取り囲み横転させようとした。他のMP隊員の応援でMPカーはどうにか現場から脱出したが、群集は続いて他のMPカーを横転させるべく動き出した。そして午前2時10分ころ、反対車線で走路妨害にあったアメリカ兵運転の乗用車が、沖縄人運転の民間車両に追突（第2の事故）。暴徒はこれを取り囲み投石、アメリカ人運転手に暴行を加えた。またMPにも投石を始め、MPが退いた後に残ったMPカーを横転させ、火を放った。

## 事件の拡大と収束
午前3時ころに、琉球警察は第三号召集（全警察官1200人の最大動員）を発令、アメリカMPも完全武装の兵員配備を要請したが、暴動発生現場の制圧は不可能と判断しいったん周辺へ退いた。最終的に警察官は約500人、MP・沖縄人ガード（警備員）約300人、米軍武装兵約400人が動員された。米民政府は午前3時30分、コザ市全域に24時間の「コンディション・グリーン・ワン」を発令した。
琉球政府では、屋良朝苗行政主席が東京出張で不在のため、知念朝功副主席が午前5時55分に現地に到着して事態の収拾を指揮した。アメリカ軍が群衆に催涙弾を使用していることを知るとフィアリー民政官に電話をかけて「催涙ガスをやめろ、事態がかえって悪化する」と怒鳴りつけた。
警察は宣伝カーを繰り出して群集に帰宅を呼びかけ、午前7時30分までに暴動は自然収束した。結果、車両75台以上が焼かれ、アメリカ軍人40人、沖縄人ガード5人、アメリカ軍属16人、地元住民14人、容疑者7人、警察官6人が負傷したが、死者はなく、暴動につきものの民家・商店からの略奪行為は発生していない。事件上特徴的なのは、政治党派の組織的な指導指揮がなく自然発生的であったことである。
事件時、琉球警察は逮捕した住民に対して騒乱罪適用を検討していたものの、米国民政府側は適用に消極的であったことが後の報告書で明らかとなっている。

## 事件後
事件の報道を受けて、それまでアメリカ軍支配に対して鬱屈した感情を抱いてきた沖縄人の多くが快哉を叫んだ。逆に、高等弁務官ジェームス・B・ランパートは暴動当日、民間テレビ局を通じ、暴動を強く非難するとともに、予定されていた毒ガス移送の延期を示唆した。この発言は沖縄人の怒りを買っただけでなく、アメリカ本国からも越権行為と批判され、毒ガス移送は予定通り進めることとなった。毒ガス兵器は、アメリカの領土であるジョンストン島へ撤去移送された。第1次移送は1971年1月13日、第2次移送は7月15日から9月9日までの56日間にわたって行われ、周辺住民約5000人が避難生活を余儀なくされた。
日本政府は米側に対し、事件の発生に遺憾の意を表明したうえで、沖縄住民の感情にも十分留意しつつ、再発防止のため原因究明に努め、円滑な沖縄復帰のために建設的な協力を申し入れた。その結果、1971年1月5日、アメリカ軍は軍法会議に琉球政府代表がオブザーバーとして参加することを認めた。

### 逮捕者
当日に21人が逮捕された後、琉球警察は暴動の翌年1971年1月8日に騒擾罪容疑で10人を逮捕。最終的に34人が事件送致された。